# Cas Rabassa
El cas Rabassa és una peça separada del sumari del Cas Brugal que investiga el suposat enriquiment il·legal del promotor Enrique Ortiz en el barri alacantí de Rabassa, que dona nom al cas. Aquest cas va estar des de l'any 2008 al 2014 amb les dilgències aturades. L'acusació particular l'exercien els parits polítics Esquerra Unida i el Partit Socialista del País Valencià (PSPV) els quals van presentar la documentació necessària per a imputar l'alcaldessa d'Alacant, Sonia Castedo, la qual finalment va dimitir el 23 de desembre de 2014.
Entre els acusats en la peça Cas Rabassa es troben la mateixa alcaldessa Castedo; el major contractista municipal, Enrique Ortiz; els alts càrrecs de la Gerència d'Urbanisme, Isabel Campos i Enrique Sanus; i fins i tot dos càrrecs del Ministeri de Foment.
Segons Gabriel Echávarri, de l'acusació particular del PSPV: "Hi ha prou indicis per a demanar que l'alcaldessa aclareixi davant el jutge unes converses mantingudes amb Ortiz que demostren la connivència existent amb l'empresari" i va recordar també que Castedo ja està imputada per revelar informació privilegiada, tràfic d'influències i suborn.